# Mika Oishi
Mika Oishi (Japans: 大石 美香, Oishi Mika) is een Japans componist en dirigent.
Over deze componist is niet veel bekend. Na zijn muziekstudie werd hij dirigent van het Kunitachi College of Music Wind Orchestra. Als componist schreef hij vooral marsen voor harmonieorkest en verschillende werken voor kamermuziek. De bekendste marsen zijn op cd opgenomen.

## Composities

### Werken voor harmonieorkest
- 1995 Spring March[1]
- March "Blue Sky"
- March "Green Winds"

### Kamermuziek
- Koperkwintet nr. 1

## Media
1. ↑  Spring March door Mountain View High School Wind Ensemble o.l.v. Robin Kramer. Gearchiveerd op 3 december 2024.